# Шикачик великий
Шика́чик великий (Coracina macei) — вид горобцеподібних птахів родини личинкоїдових (Campephagidae). Мешкає в Південній і Південно-Східній Азії. Виділяють низку підвидів.

## Опис

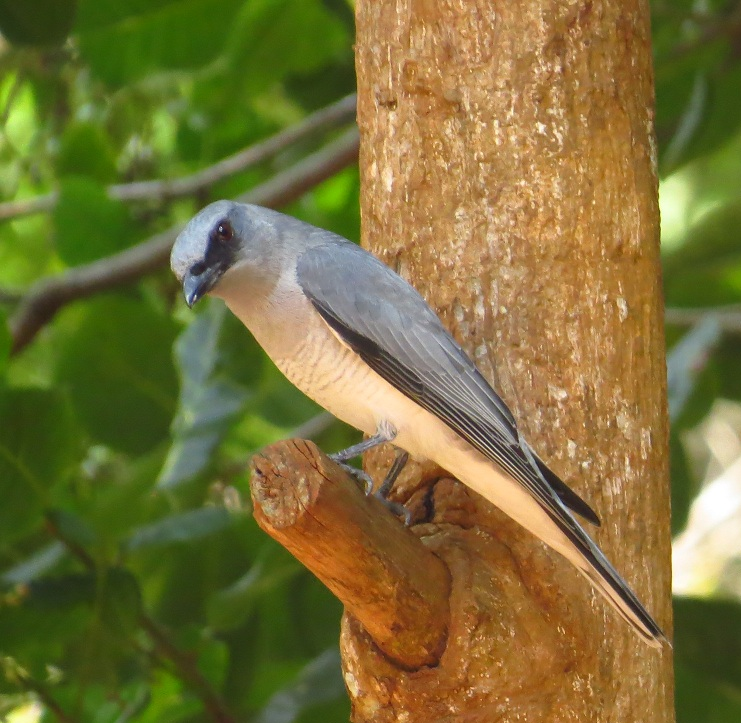
Великий шикачик

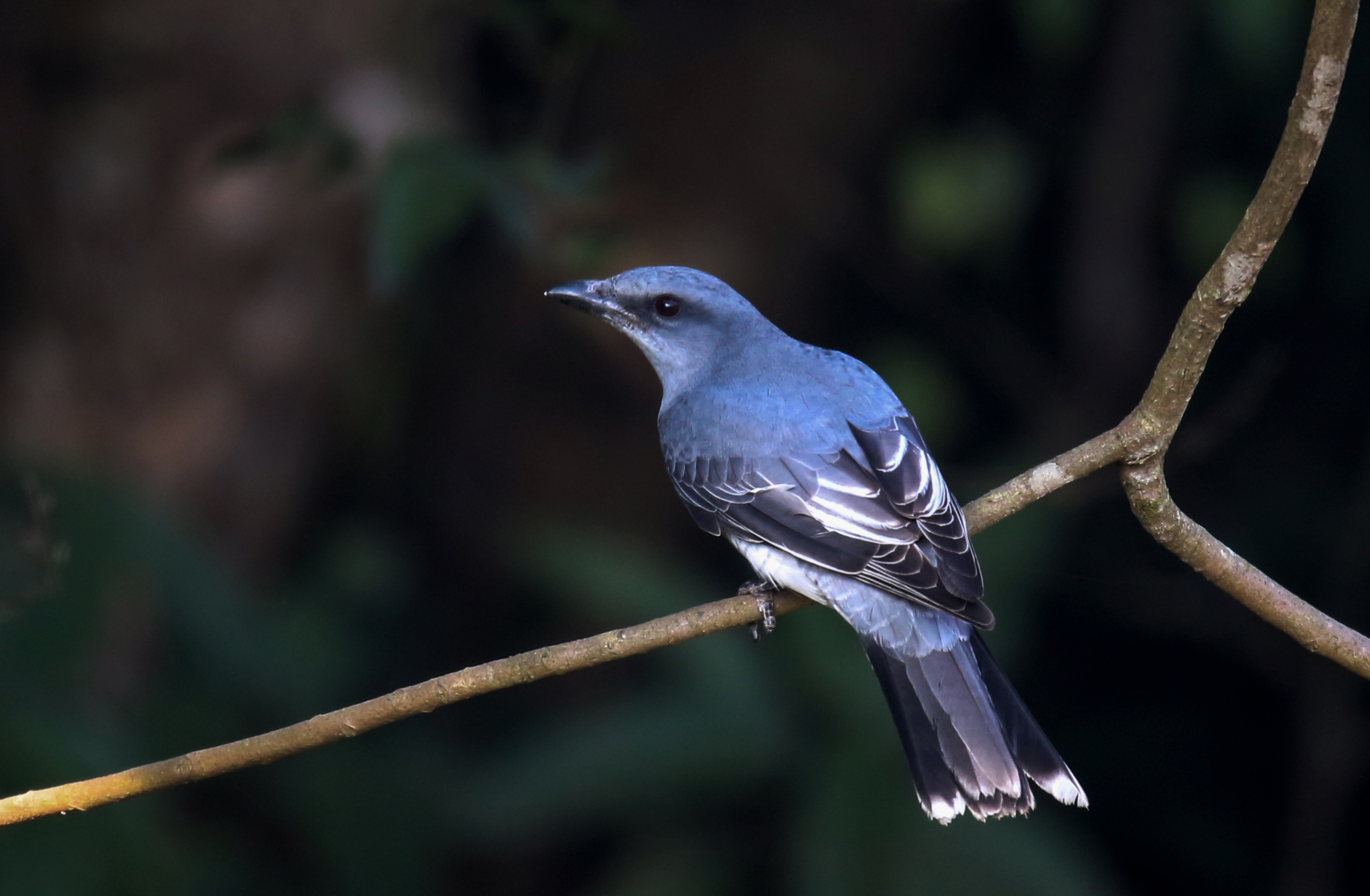
Великий шикачик

Довжина птаха становить 23-30 см. Забарвлення переважно сіре, покривні пера крил світло-сірі, махові пера чорні. У самців на лобі, обличчі, підборідді і горлі є чорна "маска", хвіст чорний, крайні стернові пера білі. Нижня частина тіла світло-сіра, живіт білуватий, живіт і боки легко поцятковані темними смугами. У самиць "маска" відсутня, через очі проходять темні смуги. Нижня частина тіла іпоцятковані темними смугами. 

## Підвиди
Виділяють вісім підвидів:
- C. m. nipalensis (Hodgson, 1836) — Гімалаї;
- C. m. macei (Lesson, R, 1831) — центральний і південний Індостан;
- C. m. layardi (Blyth, 1866) — острів Шрі-Ланка;
- C. m. andamana (Neumann, 1915) — Андаманські острови;
- C. m. rexpineti (Swinhoe, 1863) — південно-східний Китай, Тайвань, північний Індокитай;
- C. m. larvivora (Hartert, E, 1910) — острів Хайнань;
- C. m. siamensis (Baker, ECS, 1918) — М'янма, південний Китай, Таїланд, В'єтнам, Лаос, Камбоджа;
- C. m. larutensis (Sharpe, 1887) — Малайський півострів.

## Поширення і екологія
Великі шикачики мешкають в Індії, Непалі, Бутані, Китаї, М'янмі, Таїланді, В'єтнамі, Лаосі, Камбоджі, Малайзії, на Тайвані і Шрі-Ланці. Вони живуть у вологих рівнинних і гірських тропічних лісах, сухих тропічних лісах, рідколіссях і саванах, в чагарникових заростях, на полях і плантаціях, в парках і садах. Живляться переважно комахами, а також плодами, зокрема фікусами. Гніздяться на деревах, в кладці 2-3 яйця.